# HMS Centaur (1916)
«Сентор» (англ. HMS Centaur (1916) — військовий корабель, легкий крейсер типу «C» однотипного підкласу Королівського військово-морського флоту Великої Британії за часів Першої світової війни.

## Історія створення
Крейсер «Сентор» був закладений 24 січня 1915 року на верфі компанії Sir W.G. Armstrong, Whitworth & Со у Ньюкасл-апон-Тайні. 6 січня 1916 року спущений на воду, а у серпні 1916 року увійшов до складу Королівських ВМС Великої Британії.

## Історія служби
Після введення до складу Королівського флоту в серпні 1916 року «Сентор» увійшов до 5-ї ескадри легких крейсерів, яка діяла у складі Сил Гаріджа у Північному морі, головним завданням якої був захист східних підходів до Дуврської протоки та Ла-Маншу. 5 червня 1917 року корабель та легкі крейсери «Кантербері» та «Конкест» потопили німецький міноносець S20 у Північному морі біля берега Шувен неподалік від Зебрюгге, Бельгія. 13 червня 1918 року крейсер наразився на міну і проходив ремонт у Галлі.
Після Першої світової війни в грудні 1918 року «Сентор» відправили до Балтійського моря для участі в британській кампанії проти більшовицьких та німецьких військ під час громадянської війни в Росії. У березні 1919 року його перевели з Сил Гарвіча до 3-ї ескадри легких крейсерів на Середземноморському флоті, повторно введений в експлуатацію на Мальті в червні 1920 року та Гібралтарі в жовтні 1922 року.
У жовтні 1923 року «Сентор» був виведений з експлуатації, переведений до Резервного флоту і розміщений у запасі на верфі Девонпорта. Після ремонту в 1924 і 1925 роках корабель повторно призначили в Портсмут.